# Uprising (canção)
"Uprising" é uma canção da banda inglesa de rock alternativo Muse, e faz parte do quinto álbum do grupo, The Resistance. A música foi o primeiro single deste disco e foi lançado oficialmente em 7 de setembro de 2009.

## Produção e gravação
"Uprising" foi liberado em 3 de julho de 2009, depois que os nomes das músicas do CD novo começaram a ser liberadas esporadicamente no Twitter da banda. A música é a primeira faixa do disco e é seguida pela canção "Resistance". O estilo músical é muito pareceida com a canção "Atlas", do the Battles. Em uma entrevista de pré-lançamento feita na edição de agosto da revista Mojo, o vocalista e guitarrista Matthew Bellamy descreveu a música "como heavy-rock do Goldfrapp," e também disse "é como um grito de torcida organizada em um jogo de futebol […] é também uma forma de protesto contra a recente crise financeira, de certa forma." A música foi descrita da seguinte forma pela JudeBox (um canal frances):
| “ | A voz de Matt Bellamy está mais "profunda" do que o normal. Se falando da letra, também está muito similar ao Muse de sempre: conspirações, apocalipse, ele [Bellamy] fala coisas do tipo "eles nunca nos controlarão." O som, continua muito intenso e pesado, e a estrutura de forma geral está boa. | ” |

## Lançamento e recepção
Enquanto "United States of Eurasia" foi inicialmente cogitado pelos fãs do Muse para ser o primeiro single do álbum, a banda revelou, via post no Twitter, que de fato "Uprising" seria lançado primeiro. Foi revelado em julho de 2009 que a banda se apresentaria no MTV Video Music Awards de 2009, onde a canção em questão seria tocada ao vivo pela primeira vez. A BBC Radio 1 seria a primeira radio a tocar a música em 20 de julho de 2009 no programa do Zane Lowe; contudo, "United States of Eurasia" foi a música tocada. Zane Lowe tocou apenas 32 segundos da canção na BBC Radio 1 em 28 de julho de 2009 e tocou a música completa em 3 de agosto de 2009, no qual Lowe anunciou em seu Twitter dias antes.
A música foi lançada mundialmente em 3 de agosto de 2009 e foi liberada para ser escutado no website da banda. Porém a canção acabou vazando horas antes e foi distribuída por vários sites pelo mundo.
Segundo muitos, a música parece ter forte influência da música tema de Doctor Who e da canção de Billy Idol, "White Wedding".
Em 7 de agosto de 2009, "Uprising" foi lançado nos Estados Unidos no programa de rádio de Glenn Beck. Beck, um fã da banda, descreveu que a letra como grande, invasiva e de um estilo 'um governo fascista-controlador'. Beck disse que a música mostra como o Reino Unido e a Europa estão bem a frente dos Estados Unidos em termos de desilusão com o governo.
Desde o seu lançamento oficial nos EUA, o single chegou a primeira posição na Billboard Hot Alternative Songs em 9 de setembro de 2009, sendo esta a sexta vez que um dos seus singles chega ao Top 10 e o primeiro a ficar na Primeira posição nessa parada. Ainda, se tornou o primeiro single da banda a perdurar na Billboard Hot 100, chegando a posição n° 37, apesar de não ter ganhado muito espaço nas rádios, ao invés disso ficou apenas nas vendas do iTunes e passou a ser tocada em radios especializados em rock alternativo. A canção também se saiu bem nas paradas no Reino Unido, chegando na posição n° 9, sendo este o quarto single da banda no top 10 britânico.

## Videoclipe
O video clipe, dirigido por Hydra, estreou na MTV2 em 17 de setembro de 2009. O video mostra a banda tocando em uma mini-cidade, com um pequeno fusível aceso seguindo eles. No final do vídeo, vários ursos de pelúcia saem do chão e começam a destruir a cidade em miniatura, muito similar ao monstro de Marshmallow do filme Ghostbusters.

## Faixas
| 7" vinil |                                              |         |  |
| N.º      | Título                                       | Duração |  |
| 1.       | "Uprising"                                   | 5:02    |  |
| 2.       | "Who Knows Who" (parceria com o The Streets) | 3:23    |  |

| Digital Download |            |         |  |
| N.º              | Título     | Duração |  |
| 1.               | "Uprising" | 5:03    |  |

| CD single |                                                 |         |  |
| N.º       | Título                                          | Duração |  |
| 1.        | "Uprising"                                      | 5:02    |  |
| 2.        | "Uprising" (remix de Does It Offend You, Yeah?) | 3:23    |  |

| Muse.mu download |                                             |         |  |
| N.º              | Título                                      | Duração |  |
| 1.               | "Uprising" (Ao vivo de Teignmouth 04.09.09) | 5:03    |  |

## Tabelas
| Paradas                              | Melhor posição |
| ------------------------------------ | -------------- |
| Top 50 Nacional Português            | 3              |
| Austrália Singles Chart              | 23             |
| Áustria Singles Chart                | 29             |
| Bélgica Singles Chart (Flanders)     | 12             |
| Bélgica Singles Chart (Valônia)      | 6              |
| Canadá Singles Chart                 | 28             |
| Singles Chart da Finlândia           | 8              |
| França Digital Singles Chart         | 10             |
| Alemanha Singles Chart               | 40             |
| Irlanda Singles Chart                | 11             |
| Itália Singles Chart                 | 14             |
| Japão Hot 100 Singles                | 12             |
| Nova Zelândia Singles Chart2         | 3              |
| Suécia Singles Chart                 | 24             |
| Billboard Hot 100                    | 37             |
| Billboard Hot Modern Rock Tracks     | 16             |
| Billboard Rock Songs                 | 30             |
| Billboard Alternative Songs          | 1              |
| Billboard Top Rock Songs             | 7              |
| Billboard Hot Mainstream Rock Tracks | 45             |
| Singles Chart dos Países Baixos      | 32             |
| Singles Chart da Holanda             | 22             |
| Singles Chart dinamarques            | 26             |
| Eska Rock Chart polonês              | 1              |
| Singles Chart suíço                  | 15             |
| Noruega Singles Chart                | 4              |
| UK Singles Chart                     | 9              |
| European Hot 100                     | 17             |

| País           | Certificador | Certificação |
| -------------- | ------------ | ------------ |
| Austrália      | ARIA         | Ouro         |
| Bélgica        | BEA          | Ouro         |
| Canadá         | MC           | Ouro         |
| França         | SNEP         | Platina      |
| Suíça          | IFPI         | Ouro         |
| Reino Unido    | BPI          | Platina      |
| Estados Unidos | RIAA         | 2× Platina   |